# Campeonato Argentino M18 2012
El Campeonato Argentino de Menores de 18 años de 2012 fue un torneo para los seleccionados M18 de las uniones regionales afiliadas a la Unión Argentina de Rugby. El torneo se llevó a cabo principalmente entre el 29 de septiembre y el 28 de noviembre de 2012, disputándose en conjunto con el Campeonato Argentino M19 de 2012. La tercera división del torneo, la Zona Desarrollo Súper 9, se disputó el 28 y 30 de marzo anterior ya que pasó a disputarse en conjunto a su equivalente en el torneo de mayores.
Durante esta temporada, la Unión Argentina de Rugby decidió organizar en una sede única los encuentros correspondientes a las instancias finales: semifinales, tercer puesto, final (M18 y M19) y final de ascenso (en M18). Siguiendo el modelo del Campeonato Argentino Súper 9, esto permitiría la optimización de los trabajos de desarrollo, aprendizaje y monitoreo por parte de la UAR. Las sedes elegidas fueron las instalaciones del Urú Curé Rugby Club en Río Cuarto, Provincia de Córdoba.
La Unión de Rugby de Rosario se quedó con el campeonato de forma invicta y venciendo 37-10 en la final al campeón defensor, la Unión de Rugby de Tucumán. En el plantel de los Ñanducitos hubo jugadores como Patricio Fernández, Felipe Arregui, Vittorio Rosti y Emiliano Boffelli, entre otros. El seleccionado rosarina cortó así una racha de trece años sin ganar un Campeonato Argentino Juvenil y veinticinco años sin títulos en la categoría.

## Equipos participantes
Participaron de esta edición veinticinco equipos: ocho en la Zona Campeonato, ocho en la Zona Ascenso y nueve en la Zona Desarrollo (Súper 9).
| División                            | Equipo              | Unión                                                |
| ----------------------------------- | ------------------- | ---------------------------------------------------- |
| Zona Campeonato 8 equipos           | Buenos Aires        | Unión de Rugby de Buenos Aires                       |
| Zona Campeonato 8 equipos           | Córdoba             | Unión Cordobesa de Rugby                             |
| Zona Campeonato 8 equipos           | Cuyo                | Unión de Rugby de Cuyo                               |
| Zona Campeonato 8 equipos           | Entre Ríos          | Unión Entrerriana de Rugby                           |
| Zona Campeonato 8 equipos           | Rosario             | Unión de Rugby de Rosario                            |
| Zona Campeonato 8 equipos           | Santa Fe            | Unión Santafesina de Rugby                           |
| Zona Campeonato 8 equipos           | Sur                 | Unión de Rugby del Sur                               |
| Zona Campeonato 8 equipos           | Tucumán             | Unión de Rugby de Tucumán                            |
| Zona Ascenso 8 equipos              | Alto Valle          | Unión de Rugby del Alto Valle de Río Negro y Neuquén |
| Zona Ascenso 8 equipos              | Lagos del Sur       | Unión de Rugby de los Lagos del Sur                  |
| Zona Ascenso 8 equipos              | Mar del Plata       | Unión de Rugby de Mar del Plata                      |
| Zona Ascenso 8 equipos              | Nordeste            | Unión de Rugby del Nordeste                          |
| Zona Ascenso 8 equipos              | Oeste               | Unión de Rugby del Oeste de Buenos Aires             |
| Zona Ascenso 8 equipos              | Salta               | Unión de Rugby de Salta                              |
| Zona Ascenso 8 equipos              | San Juan            | Unión Sanjuanina de Rugby                            |
| Zona Ascenso 8 equipos              | Santiago del Estero | Unión Santiagueña de Rugby                           |
| Súper 9 (Zona Desarrollo) 9 equipos | Andina              | Unión Andina de Rugby                                |
| Súper 9 (Zona Desarrollo) 9 equipos | Austral             | Unión de Rugby Austral                               |
| Súper 9 (Zona Desarrollo) 9 equipos | Chubut              | Unión de Rugby del Valle del Chubut                  |
| Súper 9 (Zona Desarrollo) 9 equipos | Formosa             | Unión de Rugby de Formosa                            |
| Súper 9 (Zona Desarrollo) 9 equipos | Jujuy               | Unión Jujeña de Rugby                                |
| Súper 9 (Zona Desarrollo) 9 equipos | Misiones            | Unión de Rugby de Misiones                           |
| Súper 9 (Zona Desarrollo) 9 equipos | Santa Cruz          | Unión Santacruceña de Rugby                          |
| Súper 9 (Zona Desarrollo) 9 equipos | San Luis            | Unión de Rugby San Luis                              |
| Súper 9 (Zona Desarrollo) 9 equipos | Tierra del Fuego    | Unión de Rugby de Tierra del Fuego                   |

## Zona Campeonato

### Zona 1
Al haber un triple empate en puntos y partidos, los puestos fueron decididos por cantidad de tries anotados: Tucumán anotó 18, Cuyo 16 y Santa Fe 4.
| Pos. | Equipos  | Partidos | Partidos | Partidos | Tantos | Tantos | Tantos | Pts. |
| Pos. | Equipos  | G        | E        | P        | PF     | PC     | DP     | Pts. |
| ---- | -------- | -------- | -------- | -------- | ------ | ------ | ------ | ---- |
| 1.°  | Tucumán  | 2        | 0        | 1        | 123    | 43     | +80    | 4    |
| 2.°  | Cuyo     | 2        | 0        | 1        | 110    | 45     | +65    | 4    |
| 3.°  | Santa Fe | 2        | 0        | 1        | 35     | 60     | -25    | 4    |
| 4.°  | Sur      | 0        | 0        | 3        | 28     | 148    | -120   | 0    |

|  | Clasifica a fase final          |
|  | Juega desempate por el descenso |

| 29 de septiembre | Tucumán | 85 - 0  | Sur | Tucumán Rugby Club, Tucumán    |                                |
|                  |         | Reporte |     | Árbitro(s): José Covasi (Cuyo) | Árbitro(s): José Covasi (Cuyo) |

| 29 de septiembre | Cuyo | 36 - 3  | Santa Fe | Los Tordos RC, Guaymallén                  |                                            |
|                  |      | Reporte |          | Árbitro(s): Maximiliano Tempesta (Rosario) | Árbitro(s): Maximiliano Tempesta (Rosario) |

| 6 de octubre | Tucumán | 26 - 24 | Cuyo | Tucumán Rugby Club, Tucumán      |                                  |
|              |         | Reporte |      | Árbitro(s): Jason Mola (Córdoba) | Árbitro(s): Jason Mola (Córdoba) |

| 6 de octubre | Sur | 12 - 13 | Santa Fe | Club El Nacional, Bahía Blanca               |                                              |
|              |     | Reporte |          | Árbitro(s): Nicolás Berroeta (Mar del Plata) | Árbitro(s): Nicolás Berroeta (Mar del Plata) |

| 13 de octubre | Santa Fe | 19 - 12 | Tucumán | CRAI, Santa Fe                     |                                    |
|               |          | Reporte |         | Árbitro(s): Carlos Poggi (Rosario) | Árbitro(s): Carlos Poggi (Rosario) |

| 13 de octubre | Cuyo | 50 - 16 | Sur | Los Tordos RC, Guaymallén        |                                  |
|               |      | Reporte |     | Árbitro(s): Juan Gómez (Córdoba) | Árbitro(s): Juan Gómez (Córdoba) |

### Zona 2
| Pos. | Equipos      | Partidos | Partidos | Partidos | Tantos | Tantos | Tantos | Pts. |
| Pos. | Equipos      | G        | E        | P        | PF     | PC     | DP     | Pts. |
| ---- | ------------ | -------- | -------- | -------- | ------ | ------ | ------ | ---- |
| 1.°  | Rosario      | 3        | 0        | 0        | 134    | 52     | +82    | 6    |
| 2.°  | Buenos Aires | 2        | 0        | 1        | 64     | 47     | +17    | 4    |
| 3.°  | Córdoba      | 1        | 0        | 2        | 56     | 81     | -25    | 2    |
| 4.°  | Entre Ríos   | 0        | 0        | 3        | 24     | 98     | -74    | 0    |

|  | Clasifica a fase final          |
|  | Juega desempate por el descenso |

| 29 de septiembre | Buenos Aires | 24 - 3  | Córdoba | La Plata Rugby Club, La Plata      |                                    |
|                  |              | Reporte |         | Árbitro(s): Carlos Poggi (Rosario) | Árbitro(s): Carlos Poggi (Rosario) |

| 29 de septiembre | Rosario | 57 - 0  | Entre Ríos | Gimnasia y Esgrima, Rosario           |                                       |
|                  |         | Reporte |            | Árbitro(s): Federico Fioravanti (Sur) | Árbitro(s): Federico Fioravanti (Sur) |

| 6 de octubre | Buenos Aires | 23 - 30 | Rosario | Club Newman, Benavídez                   |                                          |
|              |              | Reporte |         | Árbitro(s): Santiago Altobelli (Tucumán) | Árbitro(s): Santiago Altobelli (Tucumán) |

| 6 de octubre | Córdoba | 24 - 10 | Entre Ríos | Córdoba Athletic Club, Córdoba     |                                    |
|              |         | Reporte |            | Árbitro(s): Carlos Poggi (Rosario) | Árbitro(s): Carlos Poggi (Rosario) |

| 13 de octubre | Entre Ríos | 14 - 17 | Buenos Aires | CA Estudiantes, Paraná               |                                      |
|               |            | Reporte |              | Árbitro(s): Sebastián Colman (Salta) | Árbitro(s): Sebastián Colman (Salta) |

| 13 de octubre | Rosario | 47 - 29 | Córdoba | Old Resian Club, Rosario              |                                       |
|               |         | Reporte |         | Árbitro(s): Federico Fioravanti (Sur) | Árbitro(s): Federico Fioravanti (Sur) |

### Desempate descenso
La Unión de Rugby del Sur perdió la categoría al caer como local ante la Unión Entrerriana de Rugby en el desempate por la permanencia, descendiendo a la Zona Ascenso de la siguiente temporada.
| 20 de octubre | Sur | 7 - 34  | Entre Ríos | Sociedad Sportiva, Bahía Blanca              |                                              |
|               |     | Reporte |            | Árbitro(s): Nicolás Berroeta (Mar del Plata) | Árbitro(s): Nicolás Berroeta (Mar del Plata) |

## Fase final
|  | Semifinales   | Semifinales   | Semifinales   |         |         | Final         | Final         | Final         |  |
|  | 25 de octubre | 25 de octubre | 25 de octubre |         |         | 28 de octubre | 28 de octubre | 28 de octubre |  |
|  |               |               |               |         |         |               |               |               |  |
|  |               |               |               |         |         |               |               |               |  |
|  | Tucumán       | Tucumán       | 22            |         |         |               |               |               |  |
|  | Tucumán       | Tucumán       | 22            |         |         |               |               |               |  |
|  | Buenos Aires  | Buenos Aires  | 15            |         |         |               |               |               |  |
|  | Buenos Aires  | Buenos Aires  | 15            |         | Tucumán | Tucumán       | 10            |               |  |
|  |               |               |               |         | Tucumán | Tucumán       | 10            |               |  |
|  |               |               | Rosario       | Rosario | 37      |               |               |               |  |
|  | Rosario       | Rosario       | Rosario       | Rosario | 37      | 54            |               |               |  |
|  | Rosario       | Rosario       |               |         |         | 54            |               |               |  |
|  | Cuyo          | Cuyo          | 7             |         |         | Tercer lugar  | Tercer lugar  | Tercer lugar  |  |
|  | Cuyo          | Cuyo          | 7             |         |         | Tercer lugar  | Tercer lugar  | Tercer lugar  |  |
|  |               |               |               |         |         |               |               |               |  |
|  |               |               |               |         |         | Buenos Aires  | Buenos Aires  | 39            |  |
|  |               |               |               |         |         | Buenos Aires  | Buenos Aires  | 39            |  |
|  |               |               |               |         |         | Cuyo          | Cuyo          | 7             |  |
|  |               |               |               |         |         | Cuyo          | Cuyo          | 7             |  |
|  |               |               |               |         |         |               |               |               |  |

Semifinales
| 25 de octubre | Tucumán | 22 - 15 | Buenos Aires | Urú Curé Rugby Club, Río Cuarto                                                      |                                                                                      |
|               |         | Reporte |              | Árbitro(s): https://www.rugbydecuyo.com.ar/ARGENTINO-JUVENIL-2012/resultados-04.html | Árbitro(s): https://www.rugbydecuyo.com.ar/ARGENTINO-JUVENIL-2012/resultados-04.html |

| 25 de octubre | Rosario | 54 - 7  | Cuyo | Urú Curé Rugby Club, Río Cuarto |  |
|               |         | Reporte |      |                                 |  |

Tercer puesto
| 28 de octubre | Buenos Aires | 39 - 7  | Cuyo | Urú Curé Rugby Club, Río Cuarto |  |
|               |              | Reporte |      |                                 |  |

Final
| 28 de octubre | Tucumán | 10 - 37 | Rosario | Urú Curé Rugby Club, Río Cuarto |  |
|               |         | Reporte |         |                                 |  |

| Bandera de la Ciudad de Rosario |
| Rosario Campeón                 |

## Zona Ascenso

### Zona 1
| Pos. | Equipos    | Partidos | Partidos | Partidos | Tantos | Tantos | Tantos | Pts. |
| Pos. | Equipos    | G        | E        | P        | PF     | PC     | DP     | Pts. |
| ---- | ---------- | -------- | -------- | -------- | ------ | ------ | ------ | ---- |
| 1.°  | Salta      | 3        | 0        | 0        | 84     | 48     | +36    | 6    |
| 2.°  | Alto Valle | 2        | 0        | 1        | 51     | 56     | -5     | 4    |
| 3.°  | Nordeste   | 1        | 0        | 2        | 62     | 68     | -6     | 2    |
| 4.°  | San Juan   | 0        | 0        | 3        | 53     | 78     | -25    | 0    |

|  | Clasifica a la final            |
|  | Juega desempate por el descenso |

| 29 de septiembre | Salta | 33 - 27 | Nordeste | Jockey Club, Salta                    |                                       |
|                  |       | Reporte |          | Árbitro(s): Patricio Padrón (Tucumán) | Árbitro(s): Patricio Padrón (Tucumán) |

| 29 de septiembre | Alto Valle | 34 - 14 | San Juan | Marabunta Rugby Club, Cipolletti     |                                      |
|                  |            | Reporte |          | Árbitro(s): Ezequiel Orcajada (Cuyo) | Árbitro(s): Ezequiel Orcajada (Cuyo) |

| 6 de octubre | Salta | 31 - 3  | Alto Valle | Jockey Club, Salta                     |                                        |
|              |       | Reporte |            | Árbitro(s): Álvaro Del Barco (Tucumán) | Árbitro(s): Álvaro Del Barco (Tucumán) |

| 6 de octubre | Nordeste | 24 - 21 | San Juan | Sixty Rugby Club, Resistencia              |                                            |
|              |          | Reporte |          | Árbitro(s): Maximiliano Tempesta (Rosario) | Árbitro(s): Maximiliano Tempesta (Rosario) |

| 13 de octubre | San Juan | 18 - 20 | Salta | Huazihul SJRC, Rivadavia             |                                      |
|               |          | Reporte |       | Árbitro(s): Ezequiel Orcajada (Cuyo) | Árbitro(s): Ezequiel Orcajada (Cuyo) |

| 13 de octubre | Alto Valle | 14 - 11 | Nordeste | Marabunta Rugby Club, Cipolletti |                                 |
|               |            | Reporte |          | Árbitro(s): José Covassi (Cuyo)  | Árbitro(s): José Covassi (Cuyo) |

### Zona 2
| Pos. | Equipos         | Partidos | Partidos | Partidos | Tantos | Tantos | Tantos | Pts. |
| Pos. | Equipos         | G        | E        | P        | PF     | PC     | DP     | Pts. |
| ---- | --------------- | -------- | -------- | -------- | ------ | ------ | ------ | ---- |
| 1.°  | Sgo. del Estero | 3        | 0        | 0        | 153    | 32     | +121   | 6    |
| 2.°  | Mar del Plata   | 2        | 0        | 1        | 127    | 66     | +61    | 4    |
| 3.°  | Oeste           | 1        | 0        | 2        | 50     | 108    | -58    | 2    |
| 4.°  | Lagos del Sur   | 0        | 0        | 3        | 17     | 141    | -124   | 0    |

|  | Clasifica a la final            |
|  | Juega desempate por el descenso |

| 29 de septiembre | Santiago del Estero | 46 - 0  | Lagos del Sur | Santiago Lawn Tennis, Santiago del Estero |                                      |
|                  |                     | Reporte |               | Árbitro(s): Sebastián Colman (Salta)      | Árbitro(s): Sebastián Colman (Salta) |

| 29 de septiembre | Mar del Plata | 40 - 10 | Oeste | Mar del Plata Club, Mar del Plata        |                                          |
|                  |               | Reporte |       | Árbitro(s): Sebastián Cárdenas (Austral) | Árbitro(s): Sebastián Cárdenas (Austral) |

| 6 de octubre | Santiago del Estero | 51 - 20 | Mar del Plata | Old Lions RC, Santiago del Estero |                                  |
|              |                     | Reporte |               | Árbitro(s): Juan Gómez (Córdoba)  | Árbitro(s): Juan Gómez (Córdoba) |

| 13 de octubre | Oeste | 12 - 56 | Santiago del Estero | Club Los Miuras, Junín                       |                                              |
|               |       | Reporte |                     | Árbitro(s): Nicolás Berroeta (Mar del Plata) | Árbitro(s): Nicolás Berroeta (Mar del Plata) |

| 13 de octubre | Mar del Plata | 67 - 5  | Lagos del Sur | Comercial Rugby Club, Mar del Plata      |                                          |
|               |               | Reporte |               | Árbitro(s): Sebastián Cardenas (Austral) | Árbitro(s): Sebastián Cardenas (Austral) |

| 20 de octubre                                                 | Lagos del Sur | 12 - 28 | Oeste | Club Los Pehuenes, Bariloche         |                                      |
|                                                               |               | Reporte |       | Árbitro(s): Ezequiel Orcajada (Cuyo) | Árbitro(s): Ezequiel Orcajada (Cuyo) |
| El partido fue originalmente programado para el 6 de octubre. |               |         |       |                                      |                                      |

### Desempate descenso
La Unión Sanjuanina de Rugby mantuvo la categoría al vencer a la Unión de Rugby de los Lagos del Sur, que descendió al Súper 9 2013.
| 27 de octubre | San Juan | 40 - 8  | Lagos del Sur |  |  |
|               |          | Reporte |               |  |  |

### Final
La Unión de Rugby de Salta ganó la final de la Zona Ascenso y se adjudicó un lugar en la Zona Campeonato de la temporada siguiente.
| 28 de octubre | Salta | 28 - 0  | Santiago del Estero | Urú Curé Rugby Club, Río Cuarto |  |
|               |       | Reporte |                     |                                 |  |

| Bandera de la Provincia de Salta |
| Salta Campeón                    |
| Zona Ascenso                     |

## Zona Desarrollo (Súper 9)
La Zona Desarrollo (Súper 9) se disputó entre el 28 y el 31 de marzo en las instalaciones del Club Los Miuras de la Unión de Rugby del Oeste de Buenos Aires. El torneo fue ganado por la Unión de Rugby del Valle del Chubut, que se quedó con la Copa de Oro y logró el ascenso a la Zona Ascenso 2013.
| 1.° | Chubut           | 4 | 0 | 0 | 63 | 21 | +42 | 8 |
| 2.° | Tierra del Fuego | 3 | 0 | 1 | 77 | 11 | +66 | 6 |
| 3.° | Austral          | 2 | 0 | 2 | 83 | 41 | +42 | 4 |
| 4.° | Misiones         | 3 | 0 | 1 | 89 | 32 | +57 | 6 |
| 5.° | Jujuy            | 2 | 0 | 2 | 44 | 36 | +8  | 4 |
| 6.° | San Luis         | 1 | 0 | 3 | 13 | 84 | -71 | 2 |
| 7.° | Andina           | 2 | 0 | 2 | 35 | 41 | -6  | 4 |
| 8.° | Formosa          | 1 | 0 | 3 | 25 | 87 | -62 | 2 |
| 9.° | Santa Cruz       | 0 | 0 | 4 | 12 | 88 | -76 | 0 |

|  | Campeón Copa de Oro y asciende a Zona Ascenso 2013. |
|  | Campeón Copa de Plata.                              |
|  | Campeón Copa de Bronce.                             |

| Bandera de la Provincia del Chubut |
| Chubut Campeón Súper 9 Juvenil     |
| Primer título                      |